# Christian Brey
Christian Brey (* 1973 in Geldern am Niederrhein) ist ein deutscher Regisseur.

## Leben
Von 1994 bis 1998 studierte er an der Hochschule für Musik und Darstellende Kunst in Stuttgart. Seit 1994 am Württembergischen Staatstheater tätig, war er von 1997 bis 2011 dort festes Ensemblemitglied. Christian Brey führte Regie bei den Werken von und mit Harald Schmidt „Der Prinz von Dänemark“ und „Elvis lebt. Und Schmidt kann es beweisen.“

In Stuttgart inszenierte er u. a. „Der Boss vom Ganzen“ von Lars von Trier und „Volpone“ von Soeren Voima mit Harald Schmidt in der Titelrolle.

An der Deutschen Oper am Rhein führte er zusammen mit Harald Schmidt die Regie für Franz Lehárs „Die lustige Witwe“.

Im Dezember 2010 hatte seine Inszenierung von „Der nackte Wahnsinn“ vom Michael Frayn im Theater Chemnitz Premiere.

Seit 2009 gehörte er zum Team von Harald Schmidt in der gleichnamigen Late-Night-Show.
Ab April 2018 inszeniert er am Volkstheater (Wien) die Komödie im Dunkeln von Peter Shaffer.
Christian Brey unterrichtet auch in Workshops, u. a. an der Folkwang Universität der Künste.
Mit der Bühnen- und Kostümbildnerin Anette Hachmann arbeitet er in allen seinen Produktionen als Team eng zusammen.

## Inszenierungen
Staatstheater Stuttgart
- Hotel Hotel nach einer Fernsehserie von John Cleese. Regie: Christian Brey, Premiere: November 2006.[9]
- Elvis lebt. Und Schmidt kann es beweisen von und mit Harald Schmidt. Regie: Christian Brey, Premiere: 12. Oktober 2007.
- Der Prinz von Dänemark von und mit Harald Schmidt. Regie: Christian Brey, Premiere: 25. Oktober 2008
- Der Boss vom Ganzen von Lars von Trier. Regie: Christian Brey, Premiere: 2. April 2009
- Volpone von Soeren Voima, mit Harald Schmidt als „Volpone“, Regie: Christian Brey, Premiere: 29. Mai 2010
- Ab jetzt von Alan Ayckbourn. Regie: Christian Brey, Premiere: 22. Juni 2011
- Die Altruisten von Nicky Silver. Regie: Christian Brey, Premiere: 14. Januar 2012
- Dancer In The Dark von Lars von Trier. Koproduktion von Schauspiel Stuttgart und Stuttgarter Ballett, Regie: Christian Brey, Choreographie: Marco Goecke, Louis Stiens, Premiere: 28. November 2012

Deutsche Oper am Rhein
- Die Lustige Witwe von Franz Lehár. Regie: Christian Brey und Harald Schmidt, Premiere: Dezember 2009.

Schauspiel Chemnitz
- Der Nackte Wahnsinn von Michael Frayn. Regie: Christian Brey, Premiere: Dezember 2010[10]
- Harold und Maude von Colin Higgins. Deutsch von Udo Birckholz, Regie: Christian Brey, mit Ellen Hellwig als Maude, Premiere: 30. Juni 2012.

Deutsches Schauspielhaus Hamburg
- Der Vorname von Matthieu Delaporte und Alexandre de la Patellière, Deutschsprachige Erstaufführung. Regie: Christian Brey, Premiere: 4. November 2012[11]

Theater Osnabrück
- Die Phobiker von David Gieselmann. Uraufführung. Regie: Christian Brey, Premiere: 6. September 2013.[12]

Theater Münster
- Ein Mann, zwei Chefs von Richard Bean. Deutsch von Peter und John von Düffel. Deutschsprachige Erstaufführung. Regie: Christian Brey, Premiere: 2. November 2013
- Hase, Hase von Coline Serreau. Regie: Christian Brey, Premiere: 18. April 2015
- Floh im Ohr von Georges Feydeau. Deutsch von Elfriede Jelinek. Regie: Christian Brey, Premiere: 7. November 2015
- Match Point nach dem Film von Woody Allen. Uraufführung. Deutsche Bühnenfassung und Regie: Christian Brey, Premiere: 17. Februar 2017[14]

Theater am Kurfürstendamm
- Doppelfehler von Barry Creyton. Regie: Christian Brey, Premiere: 6. April 2014

Theater Bielefeld
- Dinner für Spinner von Francis Veber. Regie: Christian Brey, Premiere: 10. Mai 2014[16]

Theater und Orchester Heidelberg
- Der Geizige von Molière. Regie: Christian Brey, Premiere: 21. Juni 2014
- Wir sind die Neuen nach der Filmkomödie von Ralf Westhoff. Uraufführung. Regie: Christian Brey, Premiere: 14. Februar 2016
- Der blaue Würfel von David Gieselmann. Uraufführung. Regie: Christian Brey, Premiere: 23. April 2017[18]
- Dracula von Jürgen Popig nach Bram Stoker. Regie: Christian Brey, Premiere: 29. Juni 2019[19]
- Ernst ist das Leben (Bunbury) von Oscar Wilde. Deutsch von Elfriede Jelinek. Regie: Christian Brey, Premiere: 19. September 2020[20]
- Mord im Orientexpress von Ken Ludwig nach Agatha Christie. Regie: Regie: Christian Brey, Premiere: 1. April 2023[21]
- Zusammenstoß Drei-Sparten-Projekt. Nach dem gleichnamigen Libretto von Käthe Steinitz und Kurt Schwitters. Musik von Ludger Vollmer. Uraufführung. Regie: Christian Brey, Choreographie: Iván Pérez Premiere: 20. April 2024[22]

Schauspielhaus Bochum
- Drei Männer im Schnee von Erich Kästner. Regie: Christian Brey, Premiere: 18. Oktober 2014
- Monty Python's Spamalot Ein Musical basierend auf dem Film „Ritter der Kokosnuss“ von Eric Idle und John du Prez. Regie: Christian Brey, Premiere: 11. September 2015
- Weekend im Paradies von Franz Arnold und Ernst Bach. Regie: Christian Brey, Premiere: 24. September 2016[24]
- Der Mann ohne Vergangenheit nach dem Film von Aki Kaurismäki. Regie: Christian Brey, Premiere: 21. Oktober 2017[25]

Schauspiel Frankfurt
- Container Paris von David Gieselmann. Uraufführung. Regie: Christian Brey, Premiere: 19. Dezember 2014
- Husbands and Wives nach dem Film von Woody Allen. Übersetzung, Fassung und Regie: Christian Brey, Premiere: 9. Dezember 2017

Düsseldorfer Schauspielhaus
- Vier Männer im Nebel von Tim Firth. Regie: Christian Brey, Premiere: 28. Februar 2015

Schauspiel Leipzig
- Ernst ist das Leben (Bunbury) von Oscar Wilde. Deutsch von Elfriede Jelinek. Regie: Christian Brey, Premiere: 15. Mai 2016

Badisches Staatstheater Karlsruhe
- - Die Goldberg-Variationen, Musical von Stanley Walden nach dem Stück von George Tabori. Uraufführung. Regie: Christian Brey, Premiere: 26. November 2016
  - Theater Augsburg, Freilichtbühne am Roten Tor[30]
- The Rocky Horror Show, Musical von Richard O’Brien. Regie: Christian Brey, Premiere: 30. Juni 2017

Landestheater Linz, Musiktheater
- Betty Blue Eyes, Musical von George Stiles und Anthony Drewe. Deutschsprachige Erstaufführung. Regie: Christian Brey, Premiere: 24. Februar 2018[31]

Volkstheater Wien
- Komödie im Dunkeln von Peter Shaffer. Regie: Christian Brey, Premiere: 11. April 2018[32]

Staatstheater Nürnberg
- Komödie mit Banküberfall von Jonathan Sayer, Henry Lewis und Henry Shields. Deutschsprachige Erstaufführung. Regie: Christian Brey, Premiere: 20. Oktober 2018[33]
- The Legend of Georgia McBride von Matthew Lopez. Deutschsprachige Erstaufführung. Regie: Christian Brey, Premiere: 25. Januar 2020[34]
- Die Piraten von Penzance Komische Oper von Gilbert & Sullivan. Regie: Christian Brey, Premiere: 7. März 2020[35]
- Stolz und Vorurteil* (*oder so) von Isobel McArthur nach Jane Austen. Deutsche Erstaufführung. Regie: Christian Brey, Premiere: 23. Juni 2021[36]
- Schtonk! nach dem Film von Helmut Dietl und Ulrich Limmer. Regie: Christian Brey, Premiere: 7. Juni 2022[37]
- Orbit – Geschichte einer Band Uraufführung von Philipp Löhle.  Regie: Christian Brey, Premiere: 20. Mai 2023[38]
- Dieses Stück geht schief von Jonathan Sayer, Henry Shields und Henry Lewis. Regie: Christian Brey, Premiere: 28. Oktober 2023[39]
- Die Legende von Sleepy Hollow von Philipp Löhle nach einer Erzählung von Washington Irving. Uraufführung. Regie: Christian Brey, Premiere: 8. November 2024[40]

Theater Basel
- Spuk in der Villa Stern von David Gieselmann, frei nach der Revue von Friedrich Hollaender. Uraufführung/Auftragswerk. Musik und Songtexte von Friedrich Hollaender. Neue Dialogtexte von David Gieselmann. Regie: Christian Brey, Premiere: 26. Januar 2019[41]

Staatstheater Mainz
- The Producers Musical von Mel Brooks und Thomas Meehan. Regie: Christian Brey, Premiere: 28. September 2019[42]
- Villa Alfons Uraufführung von David Gieselmann. Regie: Christian Brey, Premiere: 14. Januar 2022[43]
- Der kleine Horrorladen von Howard Ashman, Musik von Alan Menken. Regie: Christian Brey, Premiere: 4. März 2023[44]
- Hannah und ihre Schwestern von Woody Allen. Regie: Christian Brey, Premiere: 16. Dezember 2023[45]
- The Addams Family Musical mit Text von Marshall Brickman und Rick Elice, Musik und Songtexte von Andrew Lippa. Regie: Christian Brey, Premiere: 22. März 2025[46]

Euro-Studio Landgraf
- Drei Männer und ein Baby von Colin Serreau. Regie: Christian Brey, Premiere: 29. Mai 2021[47]

Freilichtspiele Schwäbisch Hall
- Shakespeares sämtliche Werke (leicht gekürzt) von Adam Long, Daniel Singer und Jess Winfield. Regie: Christian Brey, Premiere: 24. Juni 2021[48]

Staatstheater Darmstadt
- Scrooge oder Weihnachten vergisst man nicht! von Martin Baltscheit nach Charles Dickens. Regie: Christian Brey, Premiere: 20. November 2022[49]

Theater St. Gallen
- The Rocky Horror Show Musical von Richard O’Brien. Regie: Christian Brey, Premiere: 19. Oktober 2024[50]

Stadttheater Ingolstadt
- Der Hofnarr basierend auf dem Film von Norman Panama & Melvin Frank mit Danny Kaye. Regie: Christian Brey, Premiere: 26. Juni 2025[51]

## Hörspiele
- 2011: Hanns Heinz Ewers: Clarimonde (Nach der Erzählung „Die Spinne“) – Regie: Uwe Schareck (DKultur)